# Lee De Forest
Lee De Forest, (født 26. august 1873 Iowa, død 30. juni 1961 Los Angeles) var en amerikansk opfinder som lavede 300 patenter. De Forest opfandt elektronrøret af typen trioder i år 1907. De Forest sagde at han ikke vidste hvorfor det virkede, det virkede bare.
Denne triode blev døbt audion, og den var den revolutionerende "nøglekomponent" til en elektronisk forstærker; den kunne forstærke et svagt elektrisk signal til et stærkere. De Forest er en af elektronikalderens fædre, da audion-elektronrøret hjalp med den omfattende udbredelse af elektronik.